# Union J
 (septembre 2013).
Si vous disposez d'ouvrages ou d'articles de référence ou si vous connaissez des sites web de qualité traitant du thème abordé ici, merci de compléter l'article en donnant les références utiles à sa vérifiabilité et en les liant à la section « Notes et références ».
 (janvier 2017).
Union J est un boys band anglais composé de trois chanteurs, Josh Cuthbert, JJ Hamblett et Jaymi Hensley (auparavant George Shelley puis Casey Johnsonn qui quitte le groupe après un an). 
Le groupe est formé en 2012 durant la neuvième saison de l'émission britannique The X Factor, où ils terminent quatrième.
En mars 2016, le groupe annonce le départ de George Shelley, qui prévoit de faire des projets solos.

## Historique
Durant l'été 2012, Jaymi, Josh et JJ auditionnent pour l'émission The X Factor sous le nom de « Triple J ». Cependant, ils ne sont pas retenus à l'issue de l'étape du « Boot Camp ». Grâce à Louis Walsh, leur mentor, ils ont tout de même pu revenir dans la compétition en intégrant un quatrième chanteur, George, à leur groupe qui est alors renommé Union J. Ils ont ainsi pu accéder aux émissions en direct. À la suite de l'émission, ils signent un contrat avec RCA Records, filiale de Sony Music Entertainment et prévoient de sortir leur premier album, Union J, le 28 octobre 2013. Leur premier single, Carry You, débute en sixième position des charts britanniques et s'écoule à un peu moins de 100 000 exemplaires. La chanson apparait dans le film Kick ass 2. Leur deuxième single Beautiful Life est sorti le 9 septembre 2013. Leur deuxième album est sorti le 8 décembre 2014. Début 2015, ils annoncent travailler sur leur troisième album.
En mars 2016, JJ, Josh et Jaymi annoncent sur leur compte Twitter que George quitte le groupe pour réaliser ses projets solos. Quelques mois plus tard, ils annoncent sur le même compte l'arrivée du nouveau membre, Casey Johnson. En octobre 2018, c'est au tour de Josh d'annoncer qu'il quitte le groupe laissant Jaymi et JJ en tant que Union J.

## Membres

### JJ Hamblett
Jamie Paul « JJ » Hamblett est né le 25 mai 1988 à Newmarket, dans le Suffolk. Hamblett Jamie « JJ » est le plus vieux membre de l'Union J. 
Il a un frère, Ashley et une petite sœur, Othéa. 
Son surnom est Dopey Spice parce qu'il est le plus lent du groupe[Quoi ?]. 
Il était jockey jusqu'à ses 21 ans, mais il s'est arrêté parce qu'il voulait poursuivre sa carrière musicale. Son surnom JJ vient d'ailleurs de là, il signifie Jockey Jamie.  Il a gagné 24 courses sur 270. Avant d'être dans Union J / Triple J, il a été acteur et mannequin. 
Le 18 septembre 2013, il annonce avec sa compagne, Caterina Lopez, qu'ils vont avoir leur premier enfant. Il nait le 28 novembre 2013 et est appelé Princeton J. Alexander.

### Jaymi Hensley
James William « Jaymi » Hensley est né le 24 février 1990 à Luton, dans le Bedfordshire. Il fait son coming out durant l'émission,. Jaymi a un frère Aaron Hensley. 
Jaymi Hensley est parfois considéré comme le chanteur du groupe. Il est le deuxième plus âgé des Union J. Dans X Factor, il est connu sous le nom de « Spice Bossy ». C'est le seul membre du groupe à s'être avoué gay dès le départ. Il est en couple avec Olly Marmon. 

### Anciens membres

#### George Shelley

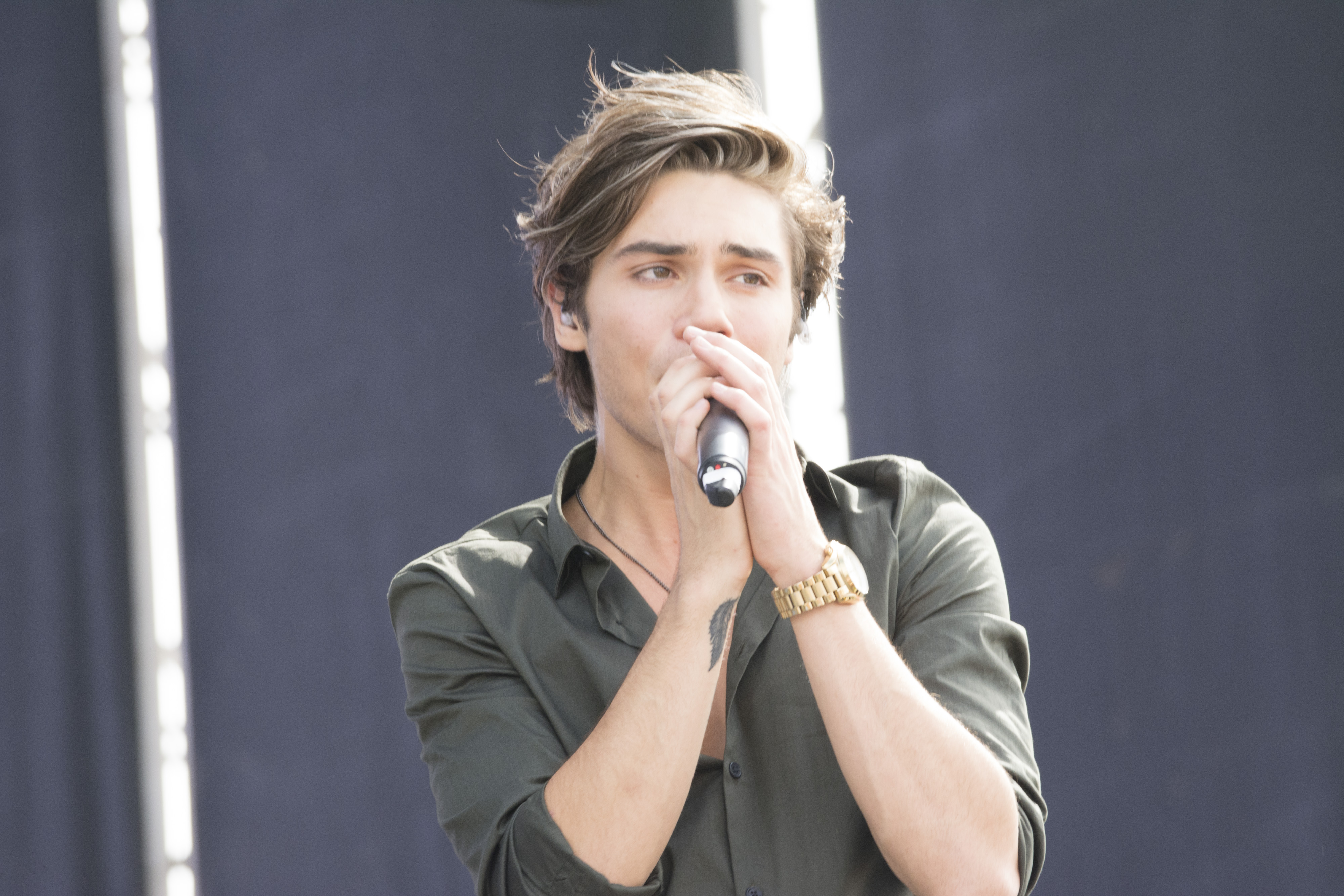
George Shelley en concert en septembre 2015.

George Paul Shelley est né le 27 juillet 1993 à Clevedon, dans le North Somerset. George passe les auditions du X Factor 2012 en solo avant de rejoindre le groupe Triple J, composé des trois autres membres. Une fois quatre, ils sont rebaptisés Union J. George Shelley est le plus jeune membre du groupe. C'est à partir de Bristol que tout a commencé et il a d'abord auditionné en solo avec la chanson Toxic de Britney Spears. Avant d'intégrer les Union J, George faisait partie du groupe Only The Young. Il a lui-même appris à jouer de la musique avec l'aide de son grand-père quand il a eu sa première guitare à l'âge de 14 ans. Il a sept frères et sœurs nommés Tom, eu d'une union antérieure par sa mère, William, Harriet et Léo, Archie, Spencer et Roman, d'un mariage précédent de son père avec Rowenna Allen qui a elle-même deux filles, Louisa et Annabelle Allen, dont il est très proche.
En novembre 2015 il participe à la 15e saison de l'émission populaire I'm a Celebrity… Get Me Out of Here!.
Le 3 février 2016, il décide de publier une vidéo YouTube pour répondre aux rumeurs lancées concernant son orientation sexuelle. Il a déclaré être autant attiré par les femmes que les hommes. Cependant, il a également déclaré qu'il ne voulait pas être étiqueté en tant que bisexuel. En juillet 2018, alors qu'il sort son premier single Technicolor, le chanteur a finalement fait son coming out et se déclare gay. Dans une interview, il a déclaré avoir eu peur du regard des gens pendant très longtemps, terrifié à l'idée de rendre son orientation publique, mais après l'avoir fait, il pense que beaucoup de personnes était en fait déjà au courant depuis longtemps.
En mars 2016, les trois autres membres annoncent son départ. Il anime sur la radio anglaise Capitol, l'émission Capitol Breakfast[Quand ?].

#### Josh Cuthbert
Joshua Thomas John « alias Josh » Cuthbert est né le 28 juillet 1992 à Ascot, dans le Berkshire. Il est le deuxième plus jeune membre. 
Il a joué dans le groupe Chitty Chitty Bang Bang quand il avait 14 ans. 
Ses parents sont divorcés. Il a un demi-frère et une demi-sœur, Callum et Victoria Browne. 
Josh a fait partie de plusieurs boys-bands, sans succès : Westend Boys, M4, The Boulevard, Rewind.
Depuis fin 2014, il est en couple avec la mannequin Chloe Lloyd. Ils se sont fiancés le 14 novembre 2015, lors d'un voyage à Venise et se sont mariés en 2018.
Il a quitté le groupe en octobre 2018 après l'avoir annoncé sur son Twitter. 

#### Casey Johnson
Casey Johnson est né le 1er mai 1995 à Londres, au Royaume-Uni[réf. souhaitée]. 
Il passe les auditions du X Factor 2014 en solo avant de rejoindre un groupe formé au sein de l'émission qui deviendra Stereo Kicks.
Il a auditionné à X Factor avec la chanson d'Olly Murs : Please Don't Let Me Go.
Il a quitté le groupe en avril 2017.

## Discographie

### Singles
- Carry You (2013)
- Beautiful Life (2013)
- Loving You Is Easy (2013)
- Tonight (We Live Forever) (2014)
- You Got It All (2014)
- Alive (2018)
- Dancing (2018)
- Paralysed (2019)
- Devil With Angel Eyes (2023)

## Parcours lors deThe X Factor
| Auditions      | We Found Love                  | Toxic                          | Free Choice                 | Progressed To Bootcamp                 |
| Bootcamp (1)   | Moves Like Jagger              | Earthquake                     | Bootcamp Challenge          | Rebranded/Progressed To Judges' Houses |
| Bootcamp (2)   | Sweet Child o' Mine            | NC                             | Free Choice                 | Rebranded/Progressed To Judges' Houses |
| Judges' Houses | Call Me Maybe                  | Call Me Maybe                  | Free Choice                 | Progressed To Live Shows               |
| Live Show 1    | Don't Stop Me Now              | Don't Stop Me Now              | Olympic Games               | Safe                                   |
| Live Show 2    | Bleeding Love / Broken Strings | Bleeding Love / Broken Strings | Love & Heartbreak           | Safe                                   |
| Live Show 3    | When Love Takes Over           | When Love Takes Over           | Club Classics               | Safe                                   |
| Live Show 4    | Sweet Dreams                   | Sweet Dreams                   | Halloween                   | Bottom two                             |
| Live Show 5    | Love Story                     | Love Story                     | Number-Ones                 | Safe                                   |
| Live Show 6    | Fix You                        | Fix You                        | Best of British             | Bottom two                             |
| Live Show 7    | Call Me Maybe                  | Call Me Maybe                  | Guilty Pleasures            | Safe                                   |
| Live Show 8    | The Winner Takes It All        | The Winner Takes It All        | ABBA                        | Bottom two                             |
| Live Show 8    | I'll Be There                  | I'll Be There                  | Motown                      | Bottom two                             |
| Semi-Final     | Beneath Your Beautiful         | Beneath Your Beautiful         | Free Choice/Someone Special | Éliminé par le vote du public          |
| Semi-Final     | I'm Already There              | I'm Already There              | Free Choice/The Final       | Éliminé par le vote du public          |

## Récompenses
| Année | Cérémonie   | Chanson | Catégorie                  | Résultat |
| ----- | ----------- | ------- | -------------------------- | -------- |
| 2013  | Popdust     | Union J | Next Pop Superstar of 2013 | 3e       |
| 2013  | We Love Pop | Union J | Best newcomer              | 1er      |